# The Charles Mingus Centennial Sessions
The Charles Mingus Centennial Sessions ist ein Jazzalbum der Mingus Big Band. Die um 2022 in den Sound on Sound Studios, New York City entstandenen Aufnahmen erschienen am 7. Oktober 2022.

## Hintergrund
Das Repertoire-Ensemble Mingus Big Band beging den 100. Geburtstag von Charles Mingus mit den Charles Mingus Centennial Sessions in einer Studioaufnahme. Gespielt wurden insgesamt 22 Kompositionen und neue Arrangements des Materials, mit dem Gesang und Erzählungen von Charles’ Sohn Eric Mingus sowie über dreißig Musikern, die in der Tradition der Mingus Big Band im Laufe der Sessions wechselten. Die musikalische Leitung der  Charles Mingus Centennial Sessions hatten Alex Foster und Boris Kozlov; zu den mitwirkenden Solisten gehörten  Johnathan Blake, Abraham Burton, Wayne Escoffery, Conrad Herwig, Scott Robinson, David Kikoski, Boris Kozlov, Jason Marshall, Andy McKee, Alex Norris, Mike Richmond, Dave Taylor, Jack Walrath, Brandon Wright sowie Eric Mingus (Gesang), der auch die Liedtexte zu „Work Song (Break the Chains)“ beisteuerte. Die Arrangements besorgten Howard Johnson, Sy Johnson, Boris Kozlov und Earl McIntyre.
Neben bekannteren Stücken aus dem Mingus-Repertoire wie „Work Song“  und „Wednesday Night Prayer Meeting“ spielte die Bigband „Don’t Let It Happen Here“ (von Music Written for Monterey 1965, Not Heard... Played in Its Entirety at UCLA, 1966), „Meditations for Moses“, das von Mingus Plays Piano (1963) stammt, „Profile of Jackie“ (von Pithecanthropus Erectus), „All The Things You Could Be By Now If Sigmund Freud’s Wife Was Your Mother“ (von Charles Mingus Presents Charles Mingus, 1960), „Hobo Ho“ und „The I of Hurricane Sue“ (von Let My Children Hear Music, 1972) und „Nobody Knows (The Bradley I Know)“, eine Komposition, die Mingus für Bradley Cunningham geschrieben hatte, den Besitzer des Jazzclubs Bradley’s im New Yorker Greenwich Village.

## Titelliste
- Mingus Big Band: The Charles Mingus Centennial Sessions

1. Work Song (Break the Chains) featuring Eric Mingus 7:23 – arr. Sy Johnson; Solos: Scott Robinson, Jack Walrath, Eric Mingus
2. The I of Hurricane Sue 7:42 – arr. Sy Johnson; Solos: Alex Foster, Wayne Escoffery, Walter White
3. Intro to Nobody Knows the Bradley I Know 1:01 – Text/Moderation: Eric Mingus
4. Nobody Knows the Bradley I Know 5:46 – arr. Earl McIntyre; Solos: David Kikoski, Alex Norris, Scott Robinson, Johnathan Blake
5. Meditations for Moses 8:16 – arr. Boris Kozlov: Solos: Brandon Wright, Boris Kozlov
6. All the Things You Could Be by Now Sigmund Freud's Wife Was Your Mother 7:44 – arr. Boris Kozlov; Solos: Wayne Escoffery, Jason Marshall, Conrad Herwig
7. Don’t Let It Happen Here 6:35 – arr. Howard Johnson – Solos: Abraham Burton, Alex Foster/Renée Manning (vocals)
8. Profile of Jackie 6:49 – arr. Sy Johnson; Solo: Alex Foster
9. Hobo Ho 8:22 – arr. Sy Johnson; Solos: Abraham Burton, Boris Kozlov, Andy McKee, Mike Richmond
10. Intro to Wednesday Night Prayer Meeting 0:22 – Text/Moderation: Eric Mingus
11. Wednesday Night Prayer Meeting 3:29 – arr. Sy Johnson; Solos: Earl McIntyre, David Taylor

Alle Kompositionen stammen von Charles Mingus.

## Auszeichnungen
Das Album wurde für die Grammy Awards 2024 in der Kategorie Bestes Album eines Jazz-Großensembles nominiert.
Nach einem Sieg für das Album Live at Jazz Standard ist dies die achte Nominierung für ein Album der Mingus Big Band. Weitere nominierte Alben der Formation waren Gunslinging Birds, Blues and Politics, Live in Tokyo at the Blue Note, I Am Three, Tonight At Noon...Three Or Four Shades of Love und Live in Time. Mingus selbst wurde viermal nominiert, für die beste Original-Jazzkomposition „The Black Saint and the Sinner Lady“ (1962), die Beste Original-Jazzkomposition „Tijuana Moods“ (1961), die Beste Jazz-Performance – Solist oder kleine Gruppe (Instrumental) Tijuana Moods und für die Album-Liner-Notes zu Let My Children Hear Music, veröffentlicht 1971.